# Cristianismo en los Emiratos Árabes Unidos

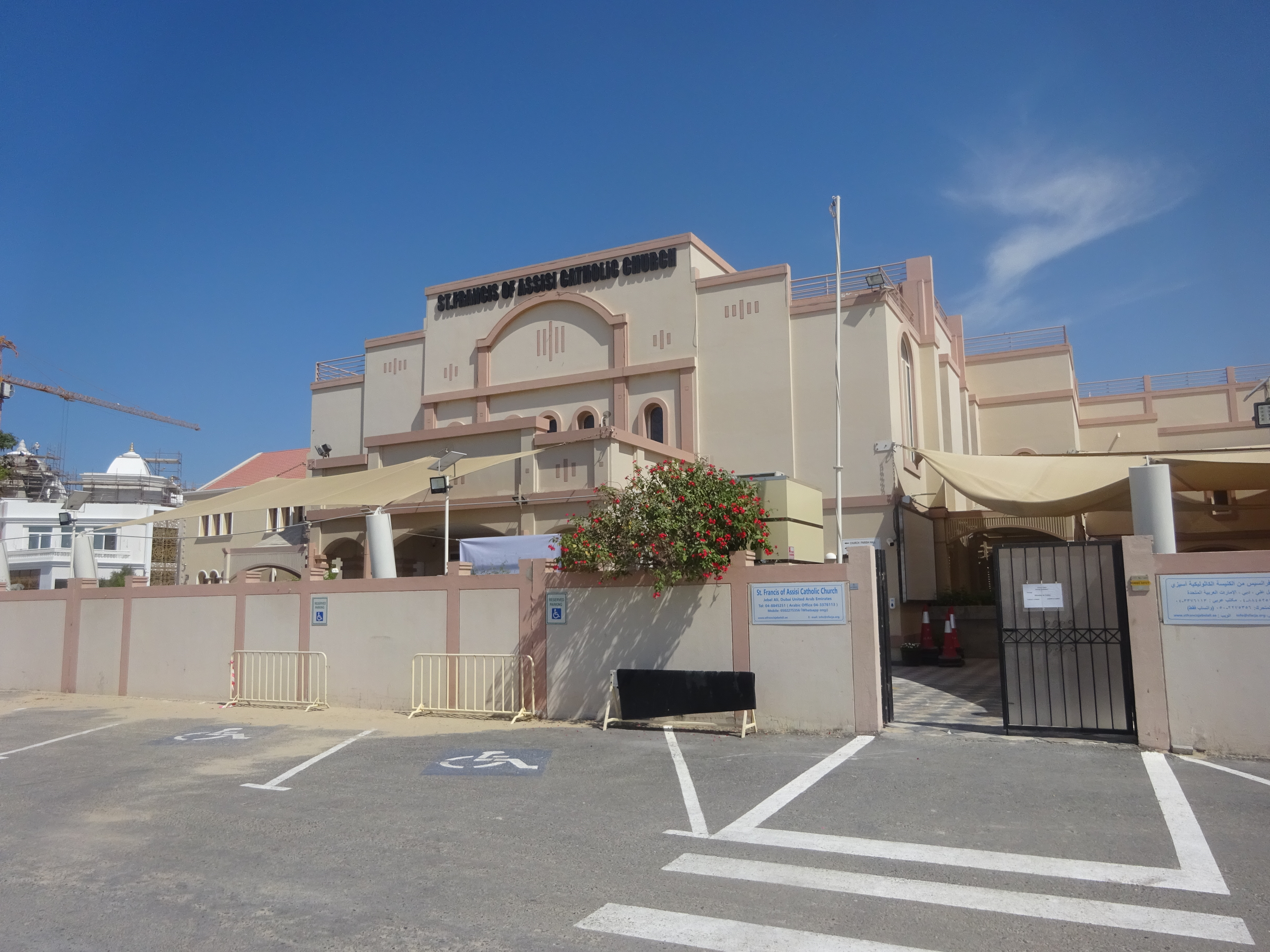
Ejemplo de iglesia cristiana en Emiratos Árabes

Según un informe ministerial realizado a partir de datos censales, aquellos que profesan el cristianismo suponen el 13 por ciento de la población de los Emiratos Árabes Unidos.
El gobierno reconoce varias denominaciones cristianas. Los cristianos tienen libertad de adoración y para llevar ropa religiosa. En el país hay iglesias ortodoxas y ortodoxas orientales, protestantes y católicas. A pesar de que las mujeres cristianas se pueden casar con hombres musulmanes libremente, el matrimonio entre las mujeres musulmanas y hombres no musulmanes está prohibido.
La importación y venta de material religioso está permitida; aun así, no está permitido intentar extender el cristianismo entre los musulmanes. Dirigentes religiosos no musulmanes informan que las autoridades de aduana raramente cuestionaron la entrada de materiales religiosos como Biblias e himnarios al país. La conversión del Islam a cualquier otra religión no está permitida. A pesar de ello, un estudio de 2015 estimó que había unos 200 creyentes en Cristo con pasado musulmán, aunque no todos ellos son necesariamente ciudadano de los EAU. No hay escuelas públicas que enseñen educación religiosa cristiana. 
El 25 de diciembre de 2007, el consejero presidencial de Asuntos Religiosos Ali al-Hashemi participó en las celebraciones navideñas de la iglesia Anglicana.

## Historia
En tiempos preislámicos, la población del este de Arabia consistía en árabes cristianizados (incluido abdulqaisíes) y cristianos arameos, entre otras religiones. El siríaco funcionaba como lengua litúrgica.  De acuerdo con el académico Robert Bertram Serjeant los bareníes podrían ser los descendientes arabizados de los conversos de la población original de cristianos (arameos), entre otras religiones en el momento de las conquistas árabes. Beth Qatraye, que se traduce como "región de los qataríes" en siríaco, era el nombre cristiano utilizado para la región que abarca el noreste de Arabia. Incluía Baréin, Isla Tarut, Al-Khatt, Al-Hasa y Catar. Omán y los Emiratos Árabes Unidos comprendían la diócesis conocida como Beth Mazunaye. El nombre se deriva de 'Mazun', el nombre persa para Omán y los Emiratos Árabes Unidos. Sohar era la ciudad central de la diócesis.

## Iglesia católica
La Iglesia católica está presente en los Emiratos Árabes Unidos. La mayor parte de los fieles son expatriados católicos filipinos, indios, sudamericanos, libaneses, africanos, alemanes, italianos, ucranianos, portugueses, españoles, franceses y otros europeos,  pakistaníes, bangladesíes y esrilanqueses. Los Emiratos Árabes Unidos forma parte del Vicariato apostólico de Arabia Del sur, residiendo el obispo Paul Hinder en Abu Dabi.
Hay actualmente 9 iglesias en la región:
- Catedral de San José, Abu Dabi.
- Iglesia de Santa María, Dubái.
- Iglesia de San Francisco de Asís, Jebel Ali.
- Iglesia de San Miguel, Sharjah.
- Iglesia de Santa María, Al Ain.
- Iglesia de San Pablo, Musaffah.
- Iglesia de San Antonio de Padua, Ras Al Khaimah.
- Iglesia de Nuestra Señora de la Ayuda Perpetua, Fujairah.
- Iglesia de San Juan Bautista, Ruwais.
- Sub Centros en Kalba, Khorfakkan, Dibba y Madinat Zayed.

## Ortodoxia oriental
Los Cristianos ortodoxos orientales de EAU han pertenecido tradicionalmente a la jurisdicción del Patriarcado Ortodoxo Oriental de Antioquía y todo el Este. Parroquias ortodoxas orientales en Dubái y Abu Dabi fueron organizadas en 1980 por Constantine Papastephanou de Bagdad y Kuwait (1969-2014), quién también tuvo jurisdicción eclesiástica sobre la ortodoxia oriental en los EAU. Desde 1989, la parroquia de Abu Dhabi ha sido administrada por el sacerdote Stephanos Neaimeh. Después de la jubilación de Constantine en 2014, el Santo Sínodo del Patriarcado Ortodoxo Oriental de Antioquía decidió establecer un exarcado para la ortodoxia oriental en los EAU. Al mismo tiempo, el Obispo auxiliar Gregorios Khoury fue nombrado jefe del recientemente establecido exarcado, sometido directamente al Patriarca Juan X de Antioquía, que visitó personalmente los EAU en la primavera de 2014 e inauguró la construcción de la nueva catedral ortodoxa oriental de San Elías en Abu Dabi.

## La Iglesia de Jesucristo de los Santos de los Últimos Días
La Iglesia de Jesucristo de los Santos de los Últimos Días comenzó a celebrar servicios religiosos formalmente en Dubái en 1982. Los servicios crecieron de un pequeño grupo de menos de diez personas a una Estaca (Santos de los Últimos Días) organizada por Jeffrey R. Holland en 2013. La estaca cuenta actualmente con 6 congregaciones: 5 salas y 1 rama .
El 5 de abril de 2020, Russell M. Nelson anunció que el gobierno de los Emiratos Árabes Unidos había invitado a la iglesia a construir un Templo. Según la iglesia, el templo se construirá en el Distrito 2020 tras la conclusión de la Expo 2020.

## Protestantismo
Entre las denominaciones protestantes en el país están los Hermanos Cristianos, la Iglesia Evangélica Copta y la Iglesia Alianza Evangélica. Otras denominaciones son la Iglesia Evangélica Árabe de Dubái, la Iglesia de la Ciudad de Dubái, la Comunidad de los Emiratos y la Iglesia Cristiana Unida de Dubái . La Comunión Anglicana está representada por la Diócesis de Chipre y el Golfo de la Iglesia Episcopal en Jerusalén y Medio Oriente . 
Hay un numeroso grupo de inmigrantes del estado de Kerala, en el sur de la India, predominantemente del cinturón cristiano de Kerala Central, que profesa el cristianismo. Las denominaciones representadas por esta comunidad incluyen la Iglesia siria Mar Thoma, la Iglesia siria ortodoxa Malankara, la Iglesia cristiana siria jacobita, Knanaya, Pentecostalismo (incluyendo, entre otros, la Iglesia de Dios Pentecostal India, Iglesia de Dios (Cleveland, Tennessee) y Asambleas de Dios EE.UU) y numerosos otros grupos independientes evangélicos y no confesionales. 
Sharjah alberga un distrito eclesiástico en el área de Al Yarmook que incluye lugares de culto para coptos, armenios, keralitas, filipinos, etc.